# Apsilinae
Sous-famille
Les Apsilinae sont une sous-famille de poissons téléostéens.

## Liste des genres

### SelonITIS
- Apsilus Valenciennes in Cuvier & Valenciennes, 1830
- Lipocheilus Anderson, Talwar & Johnson, 1977
- Paracaesio Bleeker, 1875
- Parapristipomoides Kami, 1973

### SelonWoRMS
- Aetiasis
- Apsilus
- Paracaescio
- Paraceasio
- Parapristipomoides
- Tangia
- Vegetichthys